# Wang Xin (saltadora)
Wang Xin (Wuhan, República Popular China, 11 de agosto de 1992) es una clavadista o saltadora de trampolín china especializada en plataforma de 10 metros, donde consiguió ser campeona olímpica en 2008 en los saltos sincronizados.

## Carrera deportiva
En los Juegos Olímpicos de 2008 celebrados en Pekín (China) ganó la medalla de bronce en los saltos desde la plataforma de 10 metros, con una puntuación de 429 puntos, tras su compatriota Chen Ruolin y la canadiense Emilie Heymans; y también ganó la medalla de oro en los saltos sincronizados desde la plataforma, por delante de las australianas y mexicanas, siendo su pareja de saltos la anteriormente citada Chen Ruolin.